# Agustín Delgado
Agustín Javier Delgado Chala, beceneve Tin (Chota, 1974. december 23. –) korábbi ecuadori labdarúgó, 31 góljával az ecuadori labdarúgó-válogatott második legtöbb gólt szerző játékosa (Enner Valencia után), a 2002-es és a 2006-os vb-keret tagja.
Egy kis faluban született a Chota folyó völgyében, Imbabura tartományban 1974. december 23-án. 189 centiméter magas, nőtlen, egy gyermeke van.
A 2006-os labdarúgó-világbajnokság csoportmérkőzésein Delgado gólt rúgott a 2-0-ra megnyert találkozón Lengyelországnak (a 80. percben), majd a 3–0-s győzelemmel végződött Costa Rica elleni meccsen is eredményes volt (az 54. percben), mindkettő meccsen őt választották a mérkőzés emberének.
Ezekkel a győzelmekkel Ecuador válogatottja bejutott a vb nyolcaddöntőjébe, ahol ugyan Anglia ellen elvérzett, de a csapat így is az ország focitörténelmének a mai napig legnagyobb sikerét érte el.

## Sikerei, díjai
- 3x ecuadori bajnok:
  - 1995-1996 El Nacional,
  - 1996-1997 Barcelona SC,
  - 2006-2007 LDU Quito;
- mexikói bajnok:
  - 2003-2004 UNAM Pumas;
- Libertadores kupa győztes
  - 2007-2008 LDU Quito.
- A 2008-as klubvilágbajnokság ezüstérmese:
  - 2008 LDU Quito.
- Az 1999-es Kanada Kupa győztese (Ecuador nemzeti csapatával),
- Enner Valencia után ő szerezte a második legtöbb ecuadori gólt a vb-k történetében (összesen 3-at):
  - 2002 - 1 (Mexikó ellen),
  - 2006 - 2 (1-1 gól Lengyelország és Costa Rica ellen);
- Az első ecuadori játékos aki két vb-n is gólt lőtt.